# S/2007 S 2
S/2007 S 2 este un satelit natural al lui Saturn. Descoperirea sa a fost anunțată de Scott S. Sheppard⁠(d), David C. Jewitt⁠(d), Jan Kleyna⁠(d) și Brian G. Marsden pe 1 mai 2007, din observații făcute între 18 ianuarie și 19 aprilie 2007. S/2007 S 2 are aproximativ 6 kilometri în diametru și îl orbitează pe Saturn la o distanță medie de 16.054.500 de kilometri în 759,2 zile, la o înclinație de 176,65° față de ecliptică, într-o direcție retrogradă și cu o excentricitate de 0,237. Conform lui Denk et al. (2018), se presupune că prezintă un risc ridicat de a se ciocni cu Phoebe în viitor.
Satelitul a fost odată considerat pierdut în 2007, deoarece nu a fost văzut de la descoperirea sa.    Satelitul a fost ulterior recuperat și anunțat în octombrie 2019.  